# Houthalen
Houthalen är en ort i Belgien.   Den ligger i provinsen Limburg och regionen Flandern, i den nordöstra delen av landet, 70 km öster om huvudstaden Bryssel. Houthalen ligger 64 meter över havet och antalet invånare är 30 050.
Terrängen runt Houthalen är platt. Runt Houthalen är det tätbefolkat, med 511 invånare per kvadratkilometer.. Närmaste större samhälle är Hasselt, 11,7 km söder om Houthalen. 
I omgivningarna runt Houthalen växer i huvudsak blandskog.